# Victoria (Gisborne)
Victoria est une banlieue de la cité de Gisborne située dans l’est de l’Île du Nord de la Nouvelle-Zélande.

## Situation
Elle est localisée tout près de la berge de la baie de la Pauvreté, au sud-est du centre de la cité, entre l’embouchure de la «crique d’Awapuni»  et la banlieue d’Awapuni.
La banlieue est dénommée d’après la Reine Victoria

## Parcs
Les parcs caractérisent la banlieue de Victoria au niveau de la plage de «Waikanae Beach» et du chemin de la plage .